# Asa de anjo
Asa de anjo, asa torta ou aeroplano é uma síndrome da doença que ocorre principalmente em aves aquáticas, como gansos e patos, em que a última junta da asa é torcida com as penas das asas apontando lateralmente, em vez de repousar contra o corpo. A ocorrência da asa de anjo também foi encontrada em pombos, falcões e papagaios (periquitos e araras). Pássaros com asa de anjo perdem suas habilidades de voar e, portanto, seu principal método de defesa.
A síndrome é adquirida em pássaros jovens. Devido a uma dieta hipercalórica, especialmente uma rica em proteínas e / ou pobre em vitamina D, vitamina E e manganês, uma ou ambas as articulações do carpo (punho) têm seu desenvolvimento atrasado em relação ao resto da asa; por razões desconhecidas, se apenas uma asa é afetada, geralmente é a esquerda.  Uma vez que os pássaros afetados são incapazes de escapar de predadores, serão com frequência mutilados ou mortos por eles. Além disso, quando as condições de tempo que ameaçam a vida aumentam, eles são incapazes de escapar para a segurança e, em vez disso, morrem de fome, sucumbem aos ferimentos ou congelam até a morte.

## Patogênese
O peso relativo das penas de voo de rápido crescimento sobre esqueleto pouco mineralizado produz estresse excessivo nos músculos fracos da articulação do carpo, levando primeiro à queda da asa na altura do carpo e depois, se não tratada, à irreversível torção para fora, deixando a ave incapaz de voar.

## Tratamento
A etiologia proposta inclui velocidades excessivas de crescimento induzidas por superalimentação e excesso de proteína na dieta (≤16%), deficiência de vitaminas D e E, deficiência de manganês e predisposição genética. Mais comum em Anseriformes com velocidade de crescimento naturalmente lenta. Desconhecida em espécies árticas de crescimento rápido como o ganso-das-neves (Anser caerulescens).